# 紙吸管
紙吸管是吸管材料類別中，採用紙類製成，需要砍伐林木獲取紙漿材料，但仍被政客及利益團體以環保為名用作取代塑膠吸管。

## 缺點
在飲料中極容易軟化及溶解，使得飲料有漿糊的異味，並且釋出全氟和多氟烷基物質（PFAS）等可以引致癌症及不育的化學物。

## 採用及棄用
如麥當勞、肯德基、星巴克、酷聖石等連鎖餐飲店均推出紙吸管或其杯蓋直接喝的設計。不僅僅是地區環保策略，總部一律有提供紙吸管的政策，但不代表取代塑膠吸管。在英國甚至因為網友覺得紙吸管影響飲品口感，故連署要求麥當勞繼續提供塑膠吸管。在台灣，台灣麥當勞則是早早提供冷飲直接喝策略，如有額外需要吸管則提供紙吸管。韓國政府因為發現紙吸管擾亂餐飲業，在2024年無限期押後紙飲管替代塑膠吸管。美國總統特朗普在2025年2月10日簽署行政命令，宣告美國聯邦政府不再推行紙飲管，原因是紙飲管在飲品中很快就爛掉，直言用紙飲管十分荒謬，美國走塑聯盟宣傳主管努涅斯認同大部分紙飲管含有膠水和有毒染料，用紙飲管如同飲膠水，我自己根本不會用紙飲管。